# Sandra Echeverría
Sandra Tamara Echeverría Gamboa (Mexikóváros, 1984. december 11. –) mexikói színésznő, énekesnő és modell.

## Élete és pályafutása
Színésznői karrierje 2002-ben kezdődött, amikor TV Azteca által gyártott Súbete a mi moto telenovellában játszotta Mariana szerepét. Olyan művészekkel dolgozott együtt, mint Bárbara Mori és Michel Brown. 2004-ben a Soñarás című telenovella második évadjában a főszereplő Estefanía szerepét játszotta. 2006-ban ő alakította a Telemundo által gyártott Marina című telenovellában Marina szerepét. Sorozatbeli partnerét, Mauricio Ochmannt drogproblémái miatt kellett kitenni a sorozatból. Szerepét Manolo Cardona vette át.
2010-ben Echeverría és Ochmann újra együtt dolgozott a Telemundo által gyártott A klón című telenovellában. 2011-ben a Televisa által gyártott La fuerza del destino című telenovellában Lucía Lomeli Curielt formálta meg. Sorozatbeli partnere David Zepeda volt. 2012-ben a Telemundo által gyártott Relaciones peligrosas című telenovellában szerepelt Gabriel Coronel mellett.

## Magánélete
2014-ben ment feleségül Leonardo de Lozanne mexikói énekeshez. 2015 márciusában jelentette be, hogy első gyermekét várja. A kisfiú szeptember 18-án jött a világra, és az Andrés nevet kapta.

## Filmográfia

### Film
| Év   | Film                            | Szerep                  |
| ---- | ------------------------------- | ----------------------- |
| 2022 | ¡Qué despadre!                  | Helena                  |
| 2021 | Perfecto Anfitrión              | Clara                   |
| 2020 | My Boyfriend's Meds             | Jess                    |
| 2019 | A kis kedvencek titkos élete 2. | További hangok          |
| 2018 | Justice for All                 | Elaine                  |
| 2018 | El día de la unión              | Ximena                  |
| 2018 | Más sabe el Diablo por viejo    | Dafne                   |
| 2016 | A kis kedvencek titkos élete    | María                   |
| 2016 | Busco novio para mi mujer       | Dana                    |
| 2014 | Az élet könyve                  | Claudia                 |
| 2014 | Amor de mis amores              | Lucía                   |
| 2014 | Volando bajo                    | Sara Medrano            |
| 2014 | Quiero ser fiel                 | Sara                    |
| 2014 | Cambio de ruta                  | Nicté Domínguez         |
| 2012 | Vadállatok                      | Magda                   |
| 2012 | Latin macsó visszavág           | Miguel Ernesto felesége |
| 2011 | The Snitch Cartel               | Eliana                  |
| 2010 | De día y de noche               | Aurora                  |
| 2010 | Héroes verdaderos               | Tonatzin                |
| 2009 | 2033                            | Lucía                   |
| 2009 | Condones.com                    | Gabriela                |
| 2008 | Persiguiendo un sueño           | Alex Lopez              |
| 2008 | Double Dagger                   | Carmen                  |
| 2008 | Crazy                           | Sultry Brunette         |
| 2006 | The Oakley Seven                | Ana María               |

### Televízió
| Év            | Cím                               | Eredeti cím                    | Szerep                                  | TV Stúdió | Magyar hang   |
| ------------- | --------------------------------- | ------------------------------ | --------------------------------------- | --------- | ------------- |
| 2024–jelenleg |                                   | Casados con hijos              | Angie Lo                                |           |               |
| 2022          |                                   | María Félix: La Doña           | María Félix                             | ViX+      |               |
| 2021          |                                   | Quién es la máscara            | Androide                                |           |               |
| 2019          | Az új Paula és Paulina            | La Usurpadora                  | Paola Miranda de Bernal / Paulina Doria | Televisa  | Solecki Janka |
| 2019          |                                   | La Bandida                     | Graciela Olmos                          |           |               |
| 2017          |                                   | La querida del Centauro        | Ana Velazco                             | Telemundo |               |
| 2017          | Gyilkos elmék: Túl minden határon | Criminal Minds: Beyond Borders | Paola                                   |           |               |
| 2013          |                                   | The Bridge                     | Sara Vega                               |           |               |
| 2012          |                                   | Relaciones peligrosas          | Miranda Beatriz Cruz                    | Telemundo |               |
| 2011          | Generátor Rex                     | Generator Rex                  | Beatriz                                 |           |               |
| 2011          | A végzet hatalma                  | La fuerza del destino          | Lucía Lomeli Curiel                     | Televisa  | Kiss Virág    |
| 2010          | A klón                            | El clon                        | Jade Mebarak Hashim                     | Telemundo | Kiss Virág    |
| 2006          | Marina                            | Marina                         | Marina Hernández de Alarcón             | Telemundo | Roatis Andrea |
| 2004          |                                   | Soñarás                        | Estefanía Antonelli                     | TV Azteca |               |
| 2002          |                                   | Súbete a mi moto               | Mariana                                 | TV Azteca |               |

### Sorozatok
- SPP (Sin permiso de tus padres) ... Sandra
- ABC Talent Showcase
- La vida es una canción
- The Bridge

## Diszkográfia
| Év   | Telenovella            | Dal                                       |
| ---- | ---------------------- | ----------------------------------------- |
| 2019 | Az új Paula és Paulina | Tu lugar es mi lugar                      |
| 2011 | A végzet hatalma       | La fuerza del destino (feat.Marc Anthony) |
| 2010 | A klón                 | El Velo Del Amor (feat.Mario Reyes)       |
| 2006 | Marina                 | Nos Volveremos A Ver                      |

## Díjak és jelölések
TVyNovelas-díj (Kolumbia)
| Év   | Kategória              | Telenovella | Eredmény |
| ---- | ---------------------- | ----------- | -------- |
| 2010 | Legjobb női főszereplő | A klón      | Jelölve  |

TVyNovelas-díj (Mexikó)
| Év   | Kategória              | Telenovella            | Eredmény |
| ---- | ---------------------- | ---------------------- | -------- |
| 2012 | Legjobb női főszereplő | A végzet hatalma       | Elnyerte |
| 2019 | Legjobb női főszereplő | Az új Paula és Paulina | Elnyerte |
| 2019 | Legjobb női főgonosz   | Az új Paula és Paulina | Elnyerte |

People en Español-díj
| Év   | Kategória                                | Telenovella           | 'Eredmény |
| ---- | ---------------------------------------- | --------------------- | --------- |
| 2010 | Legjobb páros (Mauricio Ochmann mellett) | A klón                | Jelölve   |
| 2010 | Az év legjobb felfedezettje              | A klón                | Jelölve   |
| 2011 | Legjobb páros ( David Zepeda mellett)    | A végzet hatalma      | Jelölve   |
| 2011 | Legjobb női főszereplő                   | A végzet hatalma      | Jelölve   |
| 2012 | Legjobb páros ( Gabriel Coronel mellett) | Relaciones peligrosas | Jelölve   |
| 2012 | Legjobb női főszereplő                   | Relaciones peligrosas | Jelölve   |

Miami Life Awards-díj
| Év   | Kategória              | Telenovella           | Eredmény |
| ---- | ---------------------- | --------------------- | -------- |
| 2013 | Legjobb női főszereplő | Relaciones peligrosas | Jelölve  |

## Fordítás
- Ez a szócikk részben vagy egészben  a   Sandra Echeverría című spanyol Wikipédia-szócikk fordításán alapul.  Az eredeti cikk szerkesztőit annak laptörténete sorolja fel. Ez a jelzés csupán a megfogalmazás eredetét és a szerzői jogokat jelzi, nem szolgál a cikkben szereplő információk forrásmegjelöléseként.